# Niels Destadsbader
Niels Sylvain Marie-José Destadsbader (Kortrijk, 19 augustus 1988) is een Belgisch zanger, presentator en acteur.

## Scholing
In 2006 behaalde Destadsbader zijn humaniora-diploma Woordkunst-drama aan het Stedelijk Secundair Kunstinstituut Gent. In de Stedelijke Academie Woord en Muziek Peter Benoit van Harelbeke studeerde hij ook Voordracht en drama. In de jongerenproducties van de Deerlijkse kring Die Ghesellen deed hij zijn eerste podiumervaring op. Hij was laureaat van verschillende voordracht- en toneeltoernooien, zoals het voordrachttoernooi Albrecht Rodenbachstichting in Roeselare in 2002, het voordrachttoernooi K.M. De Melomanen en het Gouden Meeuw Toneeltoer huis.

## Presentatiewerk

### Bij VRT
Destadsbader startte op 3 september 2009 met presenteren op de Vlaamse jeugdzender Ketnet. Als zogenaamde wrapper praatte hij live de programma's aan elkaar, speelde hij spelletjes met de kijkers en interviewde hij studiogasten. Hij nam er tevens zelf de presentatie van een aantal programma's voor zijn rekening, waaronder De intrede van de Sint, Ketnet King Size, Oliver: Achter de schermen, de selectie voor het Junior Eurosongfestival 2012, Wie wordt Junior? en het voelbalmagazine Copa Ketnet. Op 6 september 2014 nam hij afscheid van de zender.
Vanaf de zomer van 2013 tot en met de zomer van 2014 combineerde Destadsbader zijn werk bij Ketnet met een job als radiopresentator op MNM.

### Als televisiepresentator exclusief verbonden aan VTM
In het najaar 2014 maakte Destadsbader de overstap naar de commerciële televisiezender VTM, waar hij vanaf 30 oktober zes weken lang de BV-danswedstrijd Dansdate presenteerde. Verder zetelde hij er als jurylid in het vierde seizoen van de talentenjacht Belgium's Got Talent.
In 2015 presenteerde Destadsbader, samen met de Nederlandse zanger en presentator Gerard Joling, K3 zoekt K3 op VTM en SBS6. In de talentenjacht werd gezocht naar drie nieuwe zangeressen voor de meidengroep K3. Ook in 2016, 2017 en 2018 nam hij de presentatie van diverse programma's op VTM voor zijn rekening, onder andere van The Wall en twee seizoenen van De Wensboom.
Tijdens het WK voetbal 2018 presenteerde hij op de wedstrijddagen van de Rode Duivels, samen met Miguel Wiels, F.C. Niels & Wiels op Radio 2. Dance as One, dat Destadsbader samen presenteerde met Nicolette van Dam, werd in het najaar van 2018 uitgezonden op VTM en SBS6.
Op 16 januari 2019 en op 15 januari 2020 presenteerde Destadsbader het gala van de Gouden Schoen aan de zijde van vtm-duo Maarten Breckx en Birgit Van Mol. Op 29 december 2020 nam hij drie uur de presentatie van de 1000 klassiekers voor zijn rekening op Radio 2.
Tijdens het EK voetbal 2021 presenteerde hij opnieuw samen met Miguel Wiels, F.C. Niels & Wiels op Radio 2. Het programma werd uitgezonden op de dag van de finale en op de wedstrijddagen van de Rode Duivels.

### Na beëindiging exclusiviteitscontract bij VTM
Op 6 juli 2021 werd bekendgemaakt dat Destadsbader, na 7 jaar, niet langer exclusief verbonden bleef aan VTM. Op 21 augustus 2021 maakte hij bekend dat hij programma's gaat maken voor Eén en Radio 2. Hij startte z'n opdracht bij de radio. Tijdens de Radio 2 Top 2000 van Kerstmis tot oudejaar 2021, presenteerde hij elke dag het middagblok. Op 25 mei 2022 nam hij de presentatie van Radio 2 Eregalerij voor z'n rekening.
Tijdens de zomer van 2022 maakten Siska Schoeters en Niels Destadsbader op zaterdagmorgen het Radio2-programma Meer Zomer vanuit The Lake House in Stekene. Samen presenteerden ze op Eén ook zes Zomerhit-shows. 
Tijdens het WK voetbal 2022 presenteerde hij opnieuw samen met Miguel Wiels, F.C. Niels & Wiels op Radio 2. Het programma werd op de wedstrijddagen van de Rode Duivels live uitgezonden vanuit Sporza Wintercircus in Gent. Hij presenteerde ook 6 keer het middagblok tijdens de Radio 2 Top 2000 die live werd uitgezonden vanop de Grote Markt in Roeselare van Kerstmis tot oudejaar 2022. 
Ook tijdens de zomer van 2023 werkte Destadsbader mee aan de presentatie van Zomerhit. De eerste week van juli presenteerde hij 5 keer het voormiddagblok op Radio 2, samen met Siska Schoeters en Anja Daems. Hij presenteerde ook de televisieshows samen met Schoeters.
In 2024 en 2025 werd hij presentator van Night of the Proms.

### Overzicht televisiepresentaties
| Jaar       | Zender       | Programma                                           |
| ---------- | ------------ | --------------------------------------------------- |
| 2009-2014  | Ketnet       | Wrapper (omroeper)                                  |
| 2010       | Ketnet       | Oliver: Achter de schermen                          |
| 2011-2014  | Ketnet       | Ketnet King Size                                    |
| 2011       | Eén / Ketnet | Hij komt, hij komt... De intrede van de Sint - 2011 |
| 2012       | Ketnet       | Junior Eurosong 2012                                |
| 2012       | Eén / Ketnet | Hij komt, hij komt... De intrede van de Sint - 2012 |
| 2013       | Ketnet       | Wie wordt Junior?                                   |
| 2014       | Ketnet       | Copa Ketnet                                         |
| 2014       | VTM          | Dansdate                                            |
| 2015       | VTM          | Is er Wifi in Tahiti?, seizoen 1                    |
| 2015       | VTM / SBS6   | K3 zoekt K3                                         |
| 2015       | VTM          | Zijn er nog kroketten?, seizoen 3 (eenmalig)        |
| 2016       | VTM          | De Wensboom, seizoen 1                              |
| 2016       | VTM          | Is er Wifi in Tahiti?, seizoen 2                    |
| 2017       | VTM          | Ligt er Flan op de Mont Blanc?                      |
| 2017       | VTM          | The Band                                            |
| 2017       | VTM          | The Wall                                            |
| 2017       | VTM          | Overal K3                                           |
| 2018       | VTM          | De Wensboom, seizoen 2                              |
| 2018       | VTM / SBS6   | Dance as One                                        |
| 2019       | VTM          | Gala van de Gouden Schoen 2018                      |
| 2020       | VTM          | Gala van de Gouden Schoen 2019                      |
| 2020       | VTM          | Blijf in uw kot! (co-host 2 afleveringen)           |
| 2020       | VTM          | The Masked Singer, seizoen 1                        |
| 2022       | VTM          | The Masked Singer, seizoen 2                        |
| 2022-heden | Eén          | Zomerhit                                            |
| 2023-2024  | Eén          | De Warmste dag en slotshow van De Warmste Week      |
| 2024-2025  | Eén          | MIA's                                               |
| 2024-2025  | Eén          | Ik vraag het aan                                    |

## Muzikale carrière

### Tienerjaren
In 2006 was er een muziekproject genaamd Ad FunduM in samenwerking met Joachim Auman waarbij diverse jeugdhuizen, scholen en feesten muzikaal bezocht werden. Destadsbader schreef ook enkele liedjes voor Ad FunduM. Deze nummers staan verzameld op de cd met titel "Tot op de bodeM"; opgenomen in 2006 bij Auman thuis.

### Deelname aanSteracteur Sterartiest
In 2008 nam Niels Destadsbader deel aan de BV-zangwedstrijd Steracteur Sterartiest op de televisiezender Eén. Hij strandde in de halve finale en behaalde een vierde plaats. De opbrengst van zijn deelname ging naar de Kinder- en Jongerentelefoon. Hij zong de volgende liedjes:
| Aflevering | Eerste liedje                        | Tweede liedje                                      |
| ---------- | ------------------------------------ | -------------------------------------------------- |
| 1          | Viva la Vida van Coldplay            | De Tegenpartij van Clouseau                        |
| 2          | Built to last van Mêlée              | Je hoeft niet naar huis vannacht van Marco Borsato |
| 3          | When Suzannah cries van Espen Lind   | She's so high van Tal Bachman                      |
| 4          | Parachute van Something Happens      | Rock Your Body van Justin Timberlake               |
| 5          | Elevation van U2                     | Afscheid van Volumia!                              |
| 6          | Footloose van Kenny Loggins          | Allemaal van Wim Soutaer                           |
| 7          | You Don't Know van Milow             | The Message van Nate James                         |
| 8          | onbekend                             | onbekend                                           |
| 9          | onbekend                             | Lopen op het water van Marco Borsato               |
| 10         | Happy Together van The Turtles       | I'm Yours van Jason Mraz                           |
| 11         | Every breath you take van The Police | Wake me up before you go van Wham!                 |
| 12         | niet deelgenomen                     | niet deelgenomen                                   |

### Vroege carrière
Na zijn deelname aan Steracteur Sterartiest begon Destadsbader als zanger te werken aan een eerste muziekalbum. In de zomer van 2008 bracht hij hiervan een voorproefje op diverse podia met het nummer Verlangen. Op 8 augustus 2009 won hij met het nummer Jij bent van mij de prijs Beste Kids-pop op de Radio 2 Zomerhit. Dit is een van de 5 nummers die hij inzong op het album Amika.
In 2011 trad hij als gelegenheidsgast toe tot het Vlaamse muziekcollectief Café flamand. Van 2014 tot eind 2017, de (tijdelijke) stopzetting van het project, maakt hij hier volwaardig deel van uit. Voorts in 2011 lanceerde hij een nieuwe, zelfgeschreven single en hield een zomertournee met zijn vijfkoppige band, bestaande uit David Courtens, Kevin Velghe, Robbie Van Eeckhout, Andy Sergeant en Peter Depoot. De single Vrij was vanaf 29 maart 2011 op internet beschikbaar, de volgende maand bracht het VTM-hitprogramma Anne's Vlaamse 10 als Supertip de tv-première van dit lied. In november 2011 werd de single 'Hou je me vast' voorgesteld, in december de bijhorende videoclip, die Destadsbader opnam als ambassadeur van de Damiaanactie 2012, waaraan hij als peter (overigens ook in 2013) de volledige opbrengst doneerde.
Bij een verkeersongeval in de nacht van 13 op 14 april 2012 kwam Destadsbaders vaste bassist, dorpsgenoot en jeugdvriend Robbie Van Eeckhout om het leven. Om dit drama in alle rust te kunnen verwerken, besloot hij samen met de band een muzikale pauze te nemen en de geplande optredens in de zomer van 2012 af te gelasten.

### Speeltijd
Sinds 2014 brengen Destadsbader en zijn band weer nieuwe nummers uit. Een groot deel van deze nummers kregen in 2016 een plaats op het album Speeltijd. Het nummer Speeltijd (2016) is een eerbetoon aan zijn overleden vriend Robbie.
Op 21 oktober 2016 kwam zijn album Speeltijd uit, dat uitgroeide tot een groot succes: het werd bekroond met dubbel platina en stond 184 weken in de Vlaamse albumlijst. Op 17 februari 2017 verscheen van het album een speciale Niels & Wiels Editie, dat een bonus-cd omvat met nummers uit de Qmusic-sessies van Niels & Wiels. Tussen oktober tot einde december 2016 speelden ze Nederlandse versies van hits op Qmusic in de ochtendshow bij Sam & Heidi. De fans mochten zes nummers kiezen voor de bonus-cd. Deze extra cd bevat ook het Rode Neuzen Dag-lied van 2016, Een beetje anders.
Op 2 februari 2017 won Niels Destadsbader de MIA in de categorie "Vlaams populair". Hij gaf op 8 juli 2017 een optreden op Werchter Boutique, waar ook Robbie Williams, Marco Borsato, Tourist Lemc, Stan Van Samang en Erasure optraden. Met het in het West-Vlaams gezongen Skwon meiske (Niels & Wiels) won hij op 13 augustus 2017 de Radio 2 Zomerhit. In Vlaanderen was zijn album Speeltijd in 2017 het derde meest verkochte en daarmee het meest verkochte Nederlandstalige.
Op 30 januari 2018 verzilverde hij een van zijn 3 nominaties voor de MIA's: hij won opnieuw in de categorie "Vlaams populair".

### Liefde voor MuziekenDertig
In 2018 nam Destadsbader deel aan het televisieprogramma Liefde voor Muziek, waarin bekende Vlaamse en Nederlandse artiesten elkaars nummers vertolken. Vijf van zijn liedjes uit het programma stonden gelijktijdig in de Vlaamse Top 50 en daarvan werd Verover mij veruit de grootste hit. Dit nummer, een bewerking van Believe van K's Choice, stond meer dan een half jaar genoteerd in de Ultratop 50 en werd zowel bekroond met een gouden plaat als met de Radio 2 Zomerhit. Tijdens de Zomerhit-uitreiking won hij ook de trofee voor "Beste solo-artiest".
In dezelfde periode maakte Destadsbader de overstap naar optredens in grotere zalen. Eerst met vier shows Niels & Wiels (samen met Miguel Wiels), vervolgens werden voor het najaar van 2018 ook twee optredens in het Antwerpse Sportpaleis gepland. Op 30 mei 2018 verscheen zijn tweede album Dertig, met daarop onder meer vier van de songs uit Liefde voor Muziek. Het album stond in Vlaanderen in totaal 16 weken op nummer 1.
Tijdens zijn eerste concert in het Sportpaleis (31 oktober 2018) kondigde hij voor 2019 twee shows aan in diezelfde zaal: op 6 en 7 december 2019. (Dit werd in het voorjaar van 2019 aangevuld met een derde show op 8 december 2019.) Vanaf 7 december 2018 is ook een pack verkrijgbaar dat de cd Dertig bevat en de dvd Live in het Sportpaleis. De cd uit dit pack is aangevuld met 4 live-versies uit het Sportpaleis als bonustracks.
Voor de MIA's 2018 (uitgereikt op 7 februari 2019) was de zanger genomineerd in 7 categorieën; enkel Angèle evenaarde dit aantal nominaties. Hij mocht uiteindelijk 5 MIA's mee naar huis nemen, in de categorieën Nederlandstalig, Vlaams Populair, Solo Man, Pop en Album.

### Boven de wolken
Samen met Miguel Wiels schreef Destadsbader, in het voorjaar van 2019, een titelsong voor de televisieserie Thuis. Deze wordt vanaf het 25ste seizoen van de serie gebruikt (start 2 september 2019). Samen schreven ze ook het nummer voor de generiek van Familie, die van 4 november 2019 tot 29 augustus 2022 gebruikt werd. Destadsbader zingt dit ook. Het volledige nummer Als we samen zijn is terug te vinden op zijn album Boven de wolken, dat op 18 oktober 2019 verscheen.
Op 18 augustus 2019 won hij voor de derde keer de Radio 2 Zomerhit-prijs, dit keer met de single Mee naar boven. Later dat jaar was hij ook een van de artiesten die te horen is op Heel mijn hart van de Rode neuzen artiesten 2019.
Destadsbader gaf 3 concerten in het Sportpaleis in 2019: op 6, 7 en 8 december 2019. Vanaf 14 februari 2020 is een fan-editie van Boven de wolken beschikbaar. Deze bevat een dvd met opnames uit de Sportpaleis-show van 2019. Op de cd werd 1 nieuw nummer toegevoegd alsook live opnames uit de Sportpaleis-show.
Op 6 februari 2020 viel Destadsbader twee keer in de prijzen bij de uitreiking van de MIA's. Hij won in de categorieën "Beste solo man" en "Beste Nederlandstalig". In het voorjaar van 2020 scoorde hij opnieuw een grote hit met Nooit alleen.
Op 12 en 13 maart 2021 nam hij deel aan het 24 uur live marathonconcert in het Sportpaleis van Antwerpen. Hij trad 3 keer op en nam ook een aanzienlijk deel van de presentatie voor zijn rekening.

### Sterker
Destadsbader zou in oktober en november 2020 vijf concerten geven in het Antwerpse Sportpaleis, maar door de toen geldende coronamaatregelen konden uiteindelijk slechts 3 concerten behouden worden op 26, 27 en 28 november 2021.
In het voorjaar van 2021 scoorde Destadsbader zijn eerste nummer 1-hit in de reguliere Ultratop 50 met het nummer De wereld draait voor jou, een samenwerking met Regi. De single werd onderscheiden met een platina plaat en zorgde ervoor dat Destadsbader voor de vierde keer de Radio 2 Zomerhit won. Het nummer werd een van de tracks op Sterker: het vierde album van Destadsbader met releasedatum 10 september 2021.
Op 22 en 23 januari 2022 nam hij opnieuw deel aan het 24 uur live marathonconcert in het Sportpaleis. Hij trad een aantal keer op en nam ook een deel van de presentatie voor zijn rekening.
Tussen 13 januari en 18 februari 2023 waren Niels & Wiels weer elke vrijdag te gast op Qmusic tijdens het ochtendblok. Iedere week brachten ze een Nederlandstalige versie van een hit. Dit naar aanleiding van het jubileum 10 jaar Niels & Wiels en de gelijknamige theatertour in de lente van 2023.

### Discografie

#### Albums
| Album met hitnotering(en) in de Vlaamse Ultratop 200 albums | Datum van verschijnen | Datum van binnenkomst | Hoogste positie | Aantal weken | Opmerkingen |
| ----------------------------------------------------------- | --------------------- | --------------------- | --------------- | ------------ | --- |
| De circusbaron                                              | 2004(2008?)           | -                     |                 |              | uit de musical Suske en Wiske                                                                                             |
| Suske en Wiske                                              | 2007                  | -                     |                 |              | uit de musical Suske en Wiske                                                                                             |
| Amika                                                       | 26-10-2009            | 31-10-2009            | 23              | 6            | Destadsbader zingt 5 nummers op album van Amika                                                                           |
| Speeltijd                                                   | 21-10-2016            | 29-10-2016            | 1 (3wk)         | 184          | 2x Platina De Niels & Wiels editie van dit album omvat een bonus-cd.                                                      |
| Dertig                                                      | 30-05-2018            | 09-06-2018            | 1 (16wk)        | 143          | 2x Platina, best verkochte album in Vlaanderen van 2018 Ook verkrijgbaar in combinatie met opnames Sportpaleis show 2018. |
| Boven de wolken                                             | 18-10-2019            | 26-10-2019            | 1 (9wk)         | 101          | Platina Fan-editie bevat opnames show Sportpaleis 2019 + 1 nieuw nummer.                                                  |
| Sterker                                                     | 10-09-2021            | 18-09-2021            | 1 (3wk)         | 41           | |

| Album met eventuele hitnotering(en) in de Nederlandse Album Top 100 | Datum van verschijnen | Datum van binnenkomst | Hoogste positie | Aantal weken | Opmerkingen |
| ------------------------------------------------------------------- | --------------------- | --------------------- | --------------- | ------------ | ----------- |
| Dertig                                                              | 15-02-2019            | -                     |                 |              |             |

#### Singles
| Single met hitnotering(en) in de Vlaamse Ultratop 50 | Datum van verschijnen | Datum van binnenkomst | Hoogste positie | Aantal weken | Opmerkingen                                                                            |
| ---------------------------------------------------- | --------------------- | --------------------- | --------------- | ------------ | -------------------------------------------------------------------------------------- |
| Helden                                               | 2007                  | -                     | -               | -            | uit de musical Suske en Wiske                                                          |
| Ketnetkerstkriebels                                  | 2007                  | -                     | -               | -            | als Ketnet-wrappers                                                                    |
| Jij bent van mij                                     | 29-06-2009            | 11-07-2009            | 18              | 6            | Nr. 2 in de Vlaamse Top 10                                                             |
| Zij is de liefde                                     | 21-09-2009            | -                     | -               | -            |                                                                                        |
| Vrij                                                 | 21-03-2011            | 02-04-2011            | tip39           | -            |                                                                                        |
| Vannacht                                             | 13-06-2011            | -                     | -               | -            |                                                                                        |
| Hou je me vast                                       | 28-11-2011            | 31-12-2011            | tip25           | -            | Nr. 6 in de Vlaamse Top 10                                                             |
| Helemaal weg van jou                                 | 14-05-2012            | 19-05-2012            | tip30           | -            | Adaptatie = intro De Elfenheuvel Nr. 8 in de Vlaamse Top 10                            |
| Move tegen pesten                                    | 05-02-2014            | 07-02-2014            | 36              | 1            | met Slongs Dievanongs Nr. 1 in de Vlaamse Top 10                                       |
| Groen                                                | 17-06-2014            | 21-06-2014            | tip77           | -            | Nr. 29 in de Vlaamse Top 50                                                            |
| Dansen                                               | 10-11-2014            | 15-11-2014            | tip9            | -            | Nr. 1 in de Vlaamse Top 50                                                             |
| Hey pa                                               | 10-10-2015            | 17-10-2015            | 17              | 10           | Uit F.C. De Kampioenen 2 Nr. 1 in de Vlaamse Top 50                                    |
| Vandaag                                              | 20-06-2016            | 25-06-2016            | tip2            | -            | Nr. 4 in de Vlaamse Top 50                                                             |
| Speeltijd                                            | 24-10-2016            | 29-10-2016            | 37              | 6            | Nr. 3 in de Vlaamse Top 50                                                             |
| Een beetje anders                                    | 20-11-2016            | 26-11-2016            | 22              | 3            | met Miguel Wiels Nr. 1 in de Vlaamse Top 50                                            |
| Skwon meiske                                         | 24-03-2017            | 01-04-2017            | 21              | 11           | met Miguel Wiels Nr. 1 in de Vlaamse Top 50                                            |
| Sara                                                 | 05-09-2017            | 23-09-2017            | 44              | 5            | Nr. 1 in de Vlaamse Top 50                                                             |
| Tranen met tuiten                                    | 01-12-2017            | 09-12-2017            | tip2            | -            | Uit F.C. De Kampioenen 3 Nr. 2 in de Vlaamse Top 50                                    |
| Verover mij                                          | 15-03-2018            | 24-03-2018            | 4               | 28           | Uit Liefde voor Muziek Nr. 1 in de Vlaamse Top 50 Goud                                 |
| Ik ben van 't stroate                                | 16-04-2018            | 28-04-2018            | 35              | 3            | Uit Liefde voor Muziek Nr. 3 in de Vlaamse Top 50                                      |
| Paradijs                                             | 30-04-2018            | 02-06-2018            | 50              | 1            | Uit Liefde voor Muziek Nr. 3 in de Vlaamse Top 50                                      |
| Tokio                                                | 07-05-2018            | 12-05-2018            | tip             | -            | Uit Liefde voor Muziek Nr. 22 in de Vlaamse Top 50                                     |
| Als je gaat                                          | 21-05-2018            | 26-05-2018            | tip             | -            | Uit Liefde voor Muziek Nr. 22 in de Vlaamse Top 50                                     |
| Gloria                                               | 17-08-2018            | 15-09-2018            | 38              | 6            | Nr. 2 in de Vlaamse Top 50                                                             |
| Vlinders in haar buik                                | 30-11-2018            | 22-12-2018            | 44              | 3            | Nr. 4 in de Vlaamse Top 50                                                             |
| Door jou                                             | 13-04-2019            | 20-04-2019            | tip1            | -            | met Sarah Bettens en Paul Michiels voor Kom op tegen Kanker Nr. 1 in de Vlaamse Top 50 |
| Mee naar boven                                       | 10-05-2019            | 18-05-2019            | 22              | 19           | Nr. 1 in de Vlaamse Top 50 (17 weken) Goud                                             |
| Annelies                                             | 20-09-2019            | 28-09-2019            | 30              | 10           | Nr. 1 in de Vlaamse Top 50                                                             |
| Wat zou ik zonder jou                                | 20-12-2019            | 11-01-2020            | 29              | 10           | Uit F.C. De Kampioenen 4: Viva Boma Nr. 2 in de Vlaamse Top 50                         |
| Nooit alleen                                         | 10-04-2020            | 18-04-2020            | 9               | 22           | Song naar aanleiding van COVID-19 Nr. 2 in de Vlaamse Top 50 Goud                      |
| Als de muren konden praten                           | 09-08-2020            | -                     | -               | -            | Cover van lied Will Tura naar aanleiding van Tura's 80ste verjaardag                   |
| Hoofd op m'n schouder                                | 04-09-2020            | 19-09-2020            | 33              | 7            | Nr. 2 in de Vlaamse Top 50                                                             |
| De wereld draait voor jou                            | 28-04-2021            | 08-05-2021            | 1 (2wk)         | 19           | met Regi Nr. 1 in de Vlaamse Top 50 (3 weken) Platina                                  |
| Sterker                                              | 10-09-2021            | 18-09-2021            | 30              | 10           | Nr. 4 in de Vlaamse Top 30                                                             |
| Ik kan niet zonder jou                               | 07-01-2022            | -                     | -               | -            | Live in het Sportpaleis                                                                |
| Ik neem er één                                       | 01-06-2022            | 12-06-2022            | 18              | 14           | Nr. 4 in de Vlaamse Top 30                                                             |
| Niet vandaag                                         | 13-01-2023            | -                     | -               | -            | 10 jaar Niels & Wiels bij Q Nr. 12 in de Vlaamse Top 30                                |
| Zij aan zij                                          | 20-01-2023            | -                     | -               | -            | 10 jaar Niels & Wiels bij Q                                                            |
| Ben je zeker                                         | 27-01-2023            | -                     | -               | -            | 10 jaar Niels & Wiels bij Q                                                            |
| Het voelt niet juist                                 | 03-02-2023            | -                     | -               | -            | 10 jaar Niels & Wiels bij Q                                                            |
| Jezelf zijn                                          | 10-02-2023            | 04-03-2023            | 42              | 3            | 10 jaar Niels & Wiels bij Q Nr. 5 in de Vlaamse Top 30                                 |
| 'k Ben 't moe                                        | 17-02-2023            | -                     | -               | -            | 10 jaar Niels & Wiels bij Q                                                            |
| Liefs Voor Later                                     | 26-05-2023            | 03-06-2023            | 17              | 14           | met Kenny B Nr. 1 in Suriname                                                          |
| Stijlicoon                                           | 27-09-2024            | 12-10-2024            | 42              | 3            |                                                                                        |
| Bijna Vergeten                                       | 21-02-2025            | 22-03-2025            | 46              | 1*           | met Tessa June                                                                         |

| Single met eventuele hitnotering(en) in de Nederlandse Top 40 | Datum van verschijnen | Datum van binnenkomst | Hoogste positie | Aantal weken | Opmerkingen    |
| ------------------------------------------------------------- | --------------------- | --------------------- | --------------- | ------------ | -------------- |
| Beloof je mij                                                 | 13-02-2019            | -                     |                 |              |                |
| Mee naar boven                                                | 31-05-2019            | -                     |                 |              |                |
| Bijna Vergeten                                                | 21-02-2025            |                       |                 |              | met Tessa June |

## Televisieopdrachten als coach, jurylid ... van een reeks
- 2009 - coach bij de Vlaamse preselecties voor Junior Eurosong
- 2010 - teamkapitein voor de "jaren 2000" in het spelprogramma De generatieshow
- 2015 - Jurylid in Belgium's Got Talent
- 2016 - Jurylid in Belgium's Got Talent
- 2018 - Jurylid in Belgium's Got Talent
- 2019 - Jurylid in Belgium's Got Talent vanaf de studioshows.
- 2020 - Teamkapitein van het Belgische team in Holland-België op VTM/RTL 4.
- 2021 - Coach in seizoen 7 van The Voice op VTM
- 2023 - Coach in The greatest dancer van Vlaanderen op Eén

## Onderscheidingen
- Samen met Dirk Baert, Yves Benoit, Hector Deprez, Stijn Devolder en Luuk Gruwez is Destadsbader ereburger van de gemeente Deerlijk. Dit werd aangekondigd op 4 maart 2019, de oorkonde werd uitgereikt op 22 juni 2019.
- Op 10 juli 2019 ontving hij een Gulden Spoor voor culturele uitstraling. De andere Gulden Spoor voor culturele uitstraling 2019 werd uitgereikt aan Will Tura.
- Op 27 november 2019 werd Niels Destadsbader uitgeroepen tot West-Vlaams Ambassadeur 2019.[13]

## Les Flamands
In 2018 richtte hij samen met Miguel Wiels en Peter Van de Veire het creatief huis Les Flamands op. Dit produceert voor Destadsbader: onder andere de Sportpaleisconcerten en de daaruit komende videoclips, de single Door jou ... Les Flamands begeleidt ook talent zoals Frances Lefebure, Imke Courtois en Arnaud Charrin.

## Privé
Op 8 maart 2024 vernietigde een zware brand in Deerlijk een bedrijf en daarbij ook de loft van Destadsbader.